# Farmaci antimalarici
I  farmaci antimalarici sono un gruppo di medicinali di utilizzo specifico contro la malaria, utilizzati come cura radicale per combattere direttamente l'infestazione degli agenti patogeni, parassiti del genere plasmodium oppure come prevenzione nella profilassi o chemioprofilassi.

## Storia dei farmaci anti-malarici

La pianta della Cinchona

Il primo trattamento efficace per la malaria è stato l'utilizzo della corteccia di Cinchona, che contiene Chinino. L'albero si sviluppa sui pendii delle Ande, in Perù. Questo prodotto naturale è stato usato dai peruviani per contrastare la malaria e dei padri gesuiti, missionari in Perù, avendone appreso le proprietà curative dagli indigeni introdussero questa pratica nell'Europa nel 1640.Tuttavia, solo nel 1820 dalla chinina è stato estratto dalla corteccia
ottennero una volta isolato il principio attivo in forma pura, un alcaloide che fu denominato Chinino dai farmacisti francesi Pierre Joseph Pelletier e Joseph Bienaimé Caventou
Gli olandesi sfruttarono la scoperta coltivando la Chincona ledgeriana in grandi piantagioni nelle loro colonie in Indonesia. La corteccia di Cinchona contiene altri alcaloidi anti-malarici (chinidina, cinconina, cinconidina) ma quello comunemente impiegato è rimasto il chinino.
Per secoli, nonostante i suoi effetti collaterali, il chinino è rimasto l'unico farmaco anti-malarico. Il problema della sintesi di nuove molecole efficaci si pose durante la prima guerra mondiale, quando il blocco dei porti e gli attacchi dei sottomarini ostacolarono gli approvvigionamenti di chinino. Negli anni successivi furono scoperti la pamachina, la primachina e la mepacrina. Il grande impulso alla ricerca lo diede, nella seconda guerra mondiale, la necessità di proteggere le truppe americane impegnate nel Pacifico. Nel secondo dopoguerra furono scoperte la clorochina, l'amodiachina, la pirimetamina e il proguanil (queste ultime due impiegate per la profilassi). Apparve subito ovvio che l'impiego su larga scala dei farmaci per la profilassi avrebbe selezionato ceppi chemio-resistenti. La clorochino-resistenza comparve in Sud-America e nel Sud-Est Asiatico. Furono allora impiegati associazioni di sulfonamide e pirimetamina e di chinino con tetracicline.
Prima della comparsa degli antibiotici le persone affette da sifilide erano intenzionalmente affette da malaria per sviluppare nelle persone la febbre e seguendo il lavoro di Julius Wagner-Jauregg la malaria poteva essere curata con l'uso del chinino. Anche se alcune persone morivano, la mortalità della sifilide era comunque diminuita. Durante la guerra in Viet Nam si ripropose il problema della protezione delle truppe americane, che stimolò nuovamente la ricerca farmaceutica: all'Istituto di Ricerca "Walter Reed" dell'Esercito Americano venne sintetizzata la meflochina. In Thailandia comparvero presto ceppi resistenti anche alla meflochina; allora la medicina occidentale attinse da quella tradizionale cinese e ripescò il qing hao su, un estratto dalla pianta Artemisia annua che veniva impiegato da secoli in Oriente, in forma di infuso, per il trattamento delle febbri. Nel 1971 dalla pianta fu estratta l'artemisinina, farmaco senza nessuna somiglianza con i precedenti antimalarici, dalla quale furono successivamente sintetizzati l'artemetere, l'artesunato e l'arteetere. Attualmente continuano gli studi per scoprire e sintetizzare farmaci antimalarici sempre più efficaci e sicuri.

## Chemioprofilassi
La chemioprofilassi della malaria si basa sul principio secondo il quale si raggiunge e si mantiene una concentrazione plasmatica di un farmaco antimalarico a livelli troppo bassi per essere curativi ma sufficienti a impedire che si sviluppi la malattia dopo una puntura della zanzara. Tale concentrazione deve essere mantenuta per tutto il periodo in cui si è potenzialmente esposti alla malattia, cioè per tutto il periodo di permanenza in zona dove la malattia è endemica e fino almeno a 4 settimane dopo il ritorno. Solitamente si inizia la profilassi per tempo, 1 o 2 settimane prima di partire.

## Farmaco-resistenza
La farmaco-resistenza (o chemio-resistenza) in P.falciparum compare in seguito alla pressione selettiva data dell'impiego esteso del farmaco sui vari ceppi, alla quale sopravvivono solo quelli meno sensibili o francamente resistenti, che successivamente rimpiazzano quelli del tutto sensibili. Ciò avviene più rapidamente quando il farmaco in questione viene usato in modo insufficiente per posologia e durata del trattamento, tanto più con farmaci che vengano eliminati più lentamente e rimangano in circolo più a lungo (maggiore emi-vita).
Nel nostro caso, la farmaco-resistenza, secondo l'Organizzazione mondiale della sanità (OMS), si definisce come la capacità dei ceppi di plasmodio di sopravvivere e moltiplicarsi nonostante la somministrazione e l'assorbimento di un farmaco dato in dosi uguali o maggiori a quelle normalmente raccomandate ma comunque sopportabili dal paziente.
Da questo punto di vista le possibili risposte dei ceppi di P.falciparum alla terapia vengono distinte in
- S (sensibilità): eliminazione delle forme asessuate di plasmodio nei 7 giorni successivi all'inizio del trattamento, senza recrudescenze.
- R-I: eliminazione delle forme asessuate come nei casi S, con recrudescenze dopo il trattamento.
- R-II: Importante riduzione della parassitemia (almeno del 25%), entro due giorni dall'inizio della terapia, senza la completa eliminazione delle forme asessuate entro 7 giorni.
- R-III: Nessuna riduzione significativa della parassitemia (inferiore al 25%), entro due giorni dall'inizio della terapia.

In questo senso, un farmaco che mostri una resistenza di tipo R-I non andrebbe completamente eliminato dall'uso, perché sarebbe comunque in grado di controllare l'attacco malarico acuto (ciò è vero per l'impiego della clorochina nelle popolazioni indigene semi-immuni dell'Africa tropicale).
La farmaco-resistenza (in particolare, la clorochino-resistenza) dei ceppi delle altre specie di plasmodio o è un problema minore (es. P.vivax) o è inesistente (P.ovale e P.malariae).

## Classificazione
- Schizonticidi tissutali, che possono essere utilizzati sia nella profilassi eziologica che in quella successiva per prevenire possibili ricadute (profilassi terminale). Le prime agiscono sul fegato prima che cominci lo stadio iniziale della malattia, le seconde prevengono le azioni dei plasmodium vivax e plasmodium ovale.
- Schizonticidi ematici, da cui si potrebbe ottenere con un trattamento continuato una eliminazione completa dei parassiti ma che un'azione inadeguata od eccessiva potrebbe comportare controindicazioni gravi.
- Gametocitocidi, che agiscono direttamente sul vettore inibendo la trasmissione della malattia alle zanzare.
- Sporonticidi, inibendo la formazione delle oocisti e degli sporozoiti impediscono al vettore di propagare la malaria all'uomo.

## Principi attivi utilizzati

### Chinino
Il chinino è uno schizonticida ematico ed è efficace su tutte le specie di plasmodio, ma si usa praticamente solo per la terapia dei ceppi di P.falciparum resistenti alla clorochina, non per la profilassi. Non funziona sugli ipnozoiti epatici, quindi non eradica le infezioni da P.vivax e P.ovale.
- Nei casi di malaria non complicata si usa il chinino solfato, 650 mg, sale, PO, ogni 8h per 3-7 gg. Pediatrica: 10 mg/kg/d PO x3/d per 3-7 gg.
- Nei casi di malaria severa si usa il chinino di-idroclorato, 20 mg/kg, diluito in una soluzione di fisiologica o glucosata o plasma tramite infusione endovenosa lenta per 2-4h, seguito da 10 mg/kg ogni 8-12h; si passa alla terapia orale quando il paziente migliora; si riduce la dose di 1/3 se la terapia di infusione endovenosa supera le 72h. Mantenimento: 10 mg/kg sale infuso per 2-8 h a intervalli di 8-12 h.

L'iniezione endovenosa del principio attivo è molto pericolosa per l'organismo ed è stata sostituita dall'infusione.
Vanno usate precauzioni nella deficienza congenita dell'enzima Glucosio-6-fosfato-de-idrogenasi (molto diffusa nelle popolazioni delle zone endemiche), per il rischio di emolisi. I trattamenti prolungati possono dare il cosiddetto cinconismo. Fra gli altri effetti indesiderati si riscontrano cecità temporanea, insufficienza renale acuta, ipoglicemia, mentre in caso di sovradosaggio bisogna contattare un centro antiveleni.
Può dare iperinsulinismo ed episodi di ipoglicemia iatrogena.

### Clorochina
La clorochina è uno schizonticida ematico ed è efficace per P.vivax, P.ovale, P.malariae e per i ceppi P. falciparum sensibili.
Si può usare per profilassi e trattamento. Ha anche proprietà anti-infiammatorie. Ha molta affinità per la melanina perciò si può accumulare nei tessuti pigmentati (cute, retina), pertanto può dare prurito nei pazienti di pelle nera e può dare retinopatia. Il suo derivato ossidrilato (la idrossiclorochina) esplica minor attività antimalarica, è usata prevalentemente nel trattamento dell'artrite reumatoide. L'amodiachina presenta struttura ed attività piuttosto simili alla clorochina, dalla quale differisce per la presenza nella catena laterale di un gruppo aromatico fenolico. Tuttavia è poco impiegato in terapia, in quanto capace di formare, per ossidazione operata da citocromo P450, un composto imminochinonico particolarmente tossico.
- Nei casi di malaria non complicata si usano 600 mg base PO, poi 300 mg base PO dopo 6h, poi 300 mg base PO dopo 24h e dopo 48h.
- Nei casi di malaria severa si usano 10 mg/kg base EV in infusione continua per 8h, seguita da 15 mg/kg base per 24h.

Gli effetti collaterali più comuni e reversibili sono gastro-enterici (nausea, vomito, diarrea, dolore addominale). Può dare manifestazioni neurologiche (psicosi, convulsioni). Controindicazioni assolute sono la somministrazione della clorochina in bolo endovenoso, la somministrazione in pazienti psicotici o con storia di epilessia o con ipersensibilità nota al farmaco.

### Doxiciclina
La doxiciclina è un antibiotico che appartiene al gruppo delle tetracicline, che ha anche attività schizonticida ematica contro P.falciparum e probabilmente anche contro gli altri plasmodi. Si può usare sia per il trattamento sia per la profilassi. Si usa per il trattamento delle forme meflochino-resistenti (come in Thailandia).
- Nel trattamento si associa ad altri antimalarici, per esempio durante o come completamento della terapia con chinino, alla dose di 100 mg (1 mg/kg) PO x2/d per 7 giorni.

- Come profilassi invece sempre alla dose di 100 mg (1 mg/kg) una volta al giorno iniziando 2 giorni prima della partenza per le zone endemiche.[5]

### Pirimetamina-sulfadossina
La combinazione della diaminopirimidina pirimetamina e il sulfamidico sulfadossina (P/S) consente un'azione sinergica sul plasmodio perché interferisce sul suo metabolismo dei folati in due punti diversi. Agisce solo sulle forme intra-eritrocitarie asessuate soprattutto di P.falciparum e di meno su P.vivax. L'impiego è ormai limitato al solo trattamento perché le eventuali reazioni avverse, abbastanza frequenti, non lo rendono maneggevole per la profilassi e poiché i ceppi resistenti a P/S sono ormai molto diffusi nel mondo, anche in terapia non viene più impiegata di routine.
- per il trattamento si somministrano 3 compresse della combinazione 25 mg di pirimetamina e 500 mg di sulfadossina, PO in mono-somministrazione, nelle forme di malaria non complicata.[7]
  - <1 anno di età: 0.25 cp PO una volta
  - tra 1-3 anni: 0.5 cp PO una volta
  - tra 4-8 anni: 1 cp PO una volta
  - tra 9-14 anni: 2 cp PO una volta

La pirimetamina non deve mai essere somministrata singolarmente. Di solito le dosi terapeutiche sono ben tollerate, grazie al fatto che si somministra in dose singola. Frequenti sono le reazioni cutanee eritematose, talora molto gravi, da ipersensibilità alla sulfadossina. È sempre controindicata in pazienti con ipersensibilità nota al farmaco, nei bimbi di età inferiore ai 2 mesi o nelle partorienti nell'ultimo mese di gravidanza (rischio di kernittero nel bimbo), e non va somministrata in caso di terapie recenti con la stessa combinazione o con altri inibitori del metabolismo dei folati. Il trattamento va sospeso in caso di insorgenza di sintomi quali tosse o dispnea.

### Meflochina
La meflochina la si può usare per profilassi e nel trattamento dei ceppi di P.falciparum clorochino-resistenti. Ha una struttura chimica simile al chinino. È tra i farmaci malarici meglio tollerati.
- Nel trattamento si somministrano 15 mg/kg PO in dose unica, seguita da un'altra dose di 10 mg/kg (8-12 ore più tardi)[7] fino a un massimo dosaggio di 1500 mg (in tal caso si danno 750 mg, dopo 6 ore altri 750 mg;[8] la dose pediatrica (tra 5 e 9 anni) è di 20 mg/kg PO una volta.

### Alofantrina
L'alofantrina cloridrato è uno dei principi attivi che non è ancora utilizzato in Italia ed è stato sviluppato dal "Walter Reed Army Institute of Research" (esercito degli USA), negli anni 1970.
Lo studio è stato effettuato per il trattamento di ceppi molto resistenti, dove l'alofantrina mostra resistenza e sensibilità crociata con la meflochina. Non si usa in profilassi e non si deve usare nei pazienti che hanno fatto la profilassi con meflochina o l'hanno assunta come trattamento nelle precedenti 8 settimane, o che hanno assunto chinino o chinidina nelle precedenti 48 ore.
- Trattamento: 500 mg (pediatrica: 8 mg/kg) PO ogni 6 ore per 3 giorni, possibilmante a stomaco vuoto, comunque lontano da pasti grassi (da ripetere dopo 1 settimana, non prima).

### Proguanil cloridrato
Il Proguanil cloridrato è uno dei più sicuri farmaci antimalarici ma ha una debole azione schizonticida, ematica e tissutale. Si usa prevalentemente per la profilassi, da solo o in combinazione con la clorochina.
Viene somministrato da una settimana prima della partenza della persona in luoghi endemici e continua anche dopo aver lasciato tali zone continuando ancora per quattro settimane.
Dosi:
- Adulti, 200 mg al giorno per tutta la durata del trattamento
- Neonati, varia a seconda del peso e delle settimane di vita
- Bambini dagli 8 ai 12 anni, 150 mg al giorno
- Bambini sopra i 13 anni, stessa posologia per adulti

### Proguanil/Atovaquone (Malarone)
L'associazione di proguanil con atovaquone ne potenzia l'effetto. Si può usare per profilassi e trattamento della malaria. Studi in Thailandia hanno dimostrato la sua capacità contro episodi che erano caratterizzati da multiresistenza.
- In ogni cp ci sono 250 mg di atovaquone e 100 mg di proguanil cloridrato.

Nel trattamento si usano 4cp PO in unica somministrazione giornaliera per 3giorni.
- Le dosi pediatriche sono
  - 11–20 kg di peso: 1 cp
  - 21–30 kg di peso: 2 cp
  - 31–40 kg di peso: 3 cp
  - >40 kg di peso: 4 cp

### Primachina
La Primachina non viene commercializzata in Italia e non viene utilizzata per il trattamento delle forme acute, ma per la bonifica dalle forme intraepatiche (ipnozoiti) di P.vivax e P.ovale, per prevenire le recidive.
La primachina è l'unico schizonticida tissutale e gametocida.
- La dose per il trattamento è 15 mg base (26.3 mg di primachina fosfato) PO 1 volta/die per 15 giorni.
- La dose pediatrica è 0.3 mg/kg base, 0.5 mg/kg di primachina fosfato.

È controindicata nelle donne gravide e nei bimbi sotto i 4 anni, ed è inutile per le forme di trasmissione atipiche.
Per il rischio di emolisi, prima di iniziare la terapia bisogna valutare la presenza nel paziente di eventuali deficit enzimatici eritrocitari (deficit della G6PD,ovvero glucosio-6-fosfato-deidrogenasi).
Tra gli effetti indesiderati vi sono nausea, anoressia, dolore addominale e vomito.

### Artemisinina e suoi derivati
Il principio attivo è estratto dalla Artemisia annua una pianta che cresce nella provincia di Hunan in Cina. L'artemisinina è uno schizonticida ematico molto potente e rapido la cui struttura chimica è diversa da qualsiasi altro farmaco anti-malarico e pertanto non presenta ancora problemi di farmaco-resistenza.
L'artemisinina si trova in compresse o capsule da 250 mg e in supposte da 100 mg per i bambini. La di-idro-artemisinina è un altro derivato per terapia orale.
- L'artemetere, che si utilizza in coppia con la lumefantrina, è un derivato dell'artemisinina che è disponibile per terapia orale e intramuscolo ma non commercializzato in Italia.[12] La sua vera efficacia non è stata ancora dimostrata scientificamente, ma molti studi si stanno effettuando negli ultimi anni.[13]

- L'artesunato, che si utilizza sia da solo che in coppia con la meflochina, si trova in formulazione per terapia endovenosa o intramuscolare.

- La dose totale di artemisinina nell'adulto non deve superare i 2.5g (40 mg/kg) che corrisponde a 600 mg (10 mg/kg) di artemetere orale, di-idro-artemisinina o artesunato di sodio (parenterale). L'artemetere intramuscolo non deve superare i 320 mg (6 mg/kg).

- La somministrazione parenterale dei derivati dell'artemisinina dovrebbe essere limitata al trattamento delle forme di malaria severa. Malaria grave: artesunato di sodio in terapia parenterale, prima dose 2,4 mg/kg seguita da due dosi di 1,2 mg/kg a distanza di 12 ore, poi 2,4 mg/kg al giorno fino a quando il paziente non sia in grado di passare alla terapia orale per una dose cumulativa successiva di 10 mg/kg.[14]

- Forme non complicate di malaria da P.falciparum multifarmaco-resistente si trattano con un'associazione artesunato-meflochina: artesunato 2 mg/kg al primo giorno, artesunato 1 mg/kg + meflochina 15 mg/kg al secondo giorno, artesunato 1 mg/kg + meflochina 10 mg/kg al terzo giorno.

Il principale problema di artemisinina e derivati è dato dal fatto che spesso non consegue una cura definitiva e, per prevenire le recrudescenze, va eseguito un trattamento associato o supplementare con altri farmaci anti-malarici (meflochina). Sono farmaci generalmente ben tollerati: possono dare episodi di febbre iatrogena. Possono essere tossici per il feto nel primo trimestre di gravidanza. Inoltre il loro rifornimento non sta rispondendo alla reale esigenza

### Propranololo
Il propranololo è stato studiato nel dicembre del 2007 per l'uso possibile come antimalarico, particolarmente contro la resistenza agli antimalarici classici i cui vettori sembrano aver sviluppato una normale resistenza. Il propranololo, un betabloccante, è stato indicato per ostruire la capacità di entrambi i Plasmodium di entrare nella cellule dei globuli rossi, suggerendo quindi con il suo impiego una riduzione nei dosaggi richiesti per i farmaci attuali da 5 a 10 volte, suggerendo un ruolo in associazione nelle terapie

### Blu di metilene
Il blu di metilene è stato identificato da Paul Ehrlich intorno al 1891 come possibile trattamento per la malaria.  Cadde in disuso come farmaco antimalarico per i suoi effetti collaterali reversibili: la colorazione blu della urina e della sclera (il bianco degli occhi). Recentemente è stato riproposto per il suo uso come antimalarico, soprattutto per suo costo basso e per contrastare la emergente farmacoresistenza ai farmaci antimalarici di prima scelta.
Diversi studi clinici hanno cercato di trovare la combinazione di farmaci più efficace. L'azione gametocitocida del blu di metilene sarebbe particolarmente rapida ed efficace per prevenire la trasmissione del Plasmodium falciparum.

### Taferochina
Nel 2018 la FDA ha approvato la taferochina o taferoquina come farmaco antimalarico per la malaria ricorrente da plasmodium vivax. La taferochina, un analogo della primachina, si è dimostrata efficace anche contro i ceppi di plasmodium vivax che hanno sviluppato una resistenza alla clorachina ed alla primachina.

## Utilizzo nella terapia del lupus eritematoso
Nel 1955 la FDA ha approvato la idrossiclorochina nel trattamento del lupus eritematoso.
Vari antimalarici orali, alcuni utilizzati off-label, sono considerati la terapia sistemica di prima linea per tutti i sottotipi del lupus eritematoso cutaneo. L'idrossiclorochina, la clorochina e la chinacrina sono i tre antimalarici attualmente più utilizzati. Uno studio randomizzato in doppio cieco del 1992 ha confrontato l'idrossiclorochina (400 mg / die) con l'acitretina (50 mg / die) in vari sottotipi CLE in uno studio di 8 settimane. Gli autori hanno scoperto che i 30 pazienti trattati con idrossiclorochina presentavano un tasso di miglioramento del 50%, contro un miglioramento del 46% nei 28 pazienti trattati con acitretina, mentre l'idrossiclorochina era molto meglio tollerata.
L'efficacia della clorochina è stata dimostrata in uno studio randomizzato controllato in doppio cieco del 2005, che ha dimostrato un tasso di risposta dell'82,4% rispetto al 75% nei pazienti trattati con clofazamina . Gli antimalarici possono richiedere da 2 a 3 mesi per la massima efficacia, e quindi i pazienti con lupus eritematoso sono spesso trattati con topici e iniezioni intralesionali.
Il solfato di idrossiclorochina è considerato il farmaco di scelta. Ad una dose fino a 6,5 mg / kg / die, è considerato più sicuro della sua controparte più efficace, la clorochina, a causa di una minore incidenza di retinopatia. La clorochina può essere somministrata alla dose di 125-250 mg / die, limitata a non più di 3,5-4,0 mg / kg / giorno per minimizzare la tossicità retinica. L'idrossiclorochina e la clorochina non dovrebbero essere usati insieme, a causa del rischio inaccettabile di retinopatia . Tipicamente, se un paziente fallisce l'idrossiclorochina, la chinacrina viene aggiunta per un effetto sinergico, senza un aumentato rischio di retinopatia. Questa combinazione aumenta l'efficacia, con un tasso di miglioramento del 67% riportato in pazienti che avevano precedentemente fallito la monoterapia con idrossiclorochina. Se un paziente fallisce questa combinazione, viene considerato un passaggio alla clorochina.
La chinacrina può essere continuata con clorochina. La quinacrina viene comunemente prescritta alla dose di 100 mg / die, poiché è stata riportata anemia aplastica a dosi più elevate. Frances e al. hanno recentemente collegato la completa remissione alle più alte concentrazioni ematiche di idrossiclorochina e hanno suggerito l'implementazione del monitoraggio per migliorare la gestione del lupus eritematoso cutaneo refrattario. I pazienti che fumano sono più refrattari al trattamento con antimalarici. I pazienti dovrebbero pertanto essere consigliati di smettere di fumare.
Gli effetti collaterali nella terapia del lupus eritematoso con antimalarici comprendono xerosi, eruzioni cutanee esantematiche o lichenoidi, orticaria, iperpigmentazione blu-grigia della pelle , tossicità oculare, disturbi gastrointestinali, miopatia, cardiomiopatia e rari effetti collaterali del sistema nervoso centrale (capogiri, cefalea, insonnia, psicosi). L'idrossiclorochina può ridurre la soglia convulsiva. La quinacrina può causare lo scolorimento giallo della pelle, della sclera e dei fluidi corporei. L'American Academy of Ophthalmology raccomanda uno screening retinopatico regolare per i pazienti con antimalarici a intervalli basati sullo stato di rischio.
La terapia antimalarica per il lupus è controindicata nei pazienti con retinopatia preesistente, disturbi del sangue e miastenia grave.